# Битва в Дунайской дельте
Би́тва в Дуна́йской де́льте — сражение с конца января по начало февраля 1918 года между румынскими войсками и флотом с одной стороны и большевиками и Дунайской флотилией — с другой. Военные действия велись в дельте Дуная и Буджаке, целью румын было занять Килию и Вилково.
Молдавская Демократическая Республика была провозглашена в конце 1917 года после распада Российской империи на территории бывшей Бессарабской губернии. МДР была провозглашена как автономия в составе Российской Демократической Федеративной Республики. Ситуация в государстве была нестабильной, центральная власть не контролировала периферию, возросла криминогенная обстановка. В связи с этим начались неафишируемые в прессе переговоры лидеров МДР и Румынии, а 28 декабря в Сфатул Цэрий состоялось голосование, на котором было принято решение о вводе румынских войск в Бессарабию. По мнению инициаторов голосования и румынской стороны, это было необходимо для предотвращения беспорядков.
Однако Румыния не собиралась отдавать Бессарабию большевикам, а население региона противилось вводу войск соседнего государства на их территорию. Поэтому после того, как стало известно о готовящейся румынской интервенции, в Молдавии началось формирование отрядов ополчения. Тяжёлая ситуация складывалась в Буджаке, где нероманоязычное население составляло большинство. В частности, это касалось Придунавья.
Румынские войска также готовились к вводу в Бессарабию. В начале января на румынско-молдавской границе произошло несколько инцидентов. Уже 6 января румыны вплотную подошли к Кишинёву, но молдавские ополченцы и части фронтотдела Румчерода остановили их. Наступление румын на юге Бессарабии началось 10 января. После того, как румынские войска заняли Болград и Измаил, Румчерод 23 января официально объявил Румынии войну.
25 января после боёв румынским войскам была сдана Килия — один из важнейших портов. Вслед за этим румынские части развернули наступление к Вилкову. Их попытались остановить матросы Дунайской флотили, которых поддержало местное население. Позже из Севастополя к Дунаю большевиками было выслано подкрепление численностью 1000 человек. 30 января румынские войска вплотную подошли к Вилкову, и бои начались непосредственно в городе. Оборону Вилкова возглавил Анатолий Железняков, известный как матрос Железняк.
Вилково попал под контроль Румынии только в начале февраля. Оборонявшие его солдаты отступили к Аккерману, чем освободили румынским войскам дорогу к Днестровскому лиману. После взятия города румынские части развернули наступление на Татарбунары, взяв этот город. К началу марта под контроль Румынии попала вся Бессарабия. МДР 27 марта вошла в состав Румынии, а 10 сентября того же года была упразднена.